# گوزن فریادکش پو هوآت
آهوی فریادکش پو هوآت (نام علمی: Muntiacus puhoatensis) نام یک گونه از سرده گوزن فریادکش است.